# Fonimagoodhoo
Fonimagoodhoo est une île des Maldives située dans l'atoll Maalhosmadulu Sud, dans la subdivision de Baa. Accueillant le Reethi Beach Resort depuis 1998, elle constitue une des nombreuses îles-hôtels des Maldives.

## Géographie

### Localisation
Fonimagoodhoo se trouve aux Maldives, dans le Nord-Ouest de l'atoll Maalhosmadulu Sud, Elle est baignée par la mer des Laquedives, une mer de l'océan Indien. Les îles voisines, toutes inhabitées, sont Dhandhoo et Veyofushee au sud, Thiladhoo au nord-ouest et Madhirivaadhoo au nord. L'île habitée la plus proche est Kamadhoo au nord-ouest.

### Relief
Fonimagoodhoo mesure 600 mètres de longueur pour 200 mètres de largeur maximale. Elle est entièrement composée de sable ce qui en fait un motu. Ses plages qui entourent intégralement l'île sont protégées par un récif corallien qui s'étire vers le nord-est.

### Faune et flore

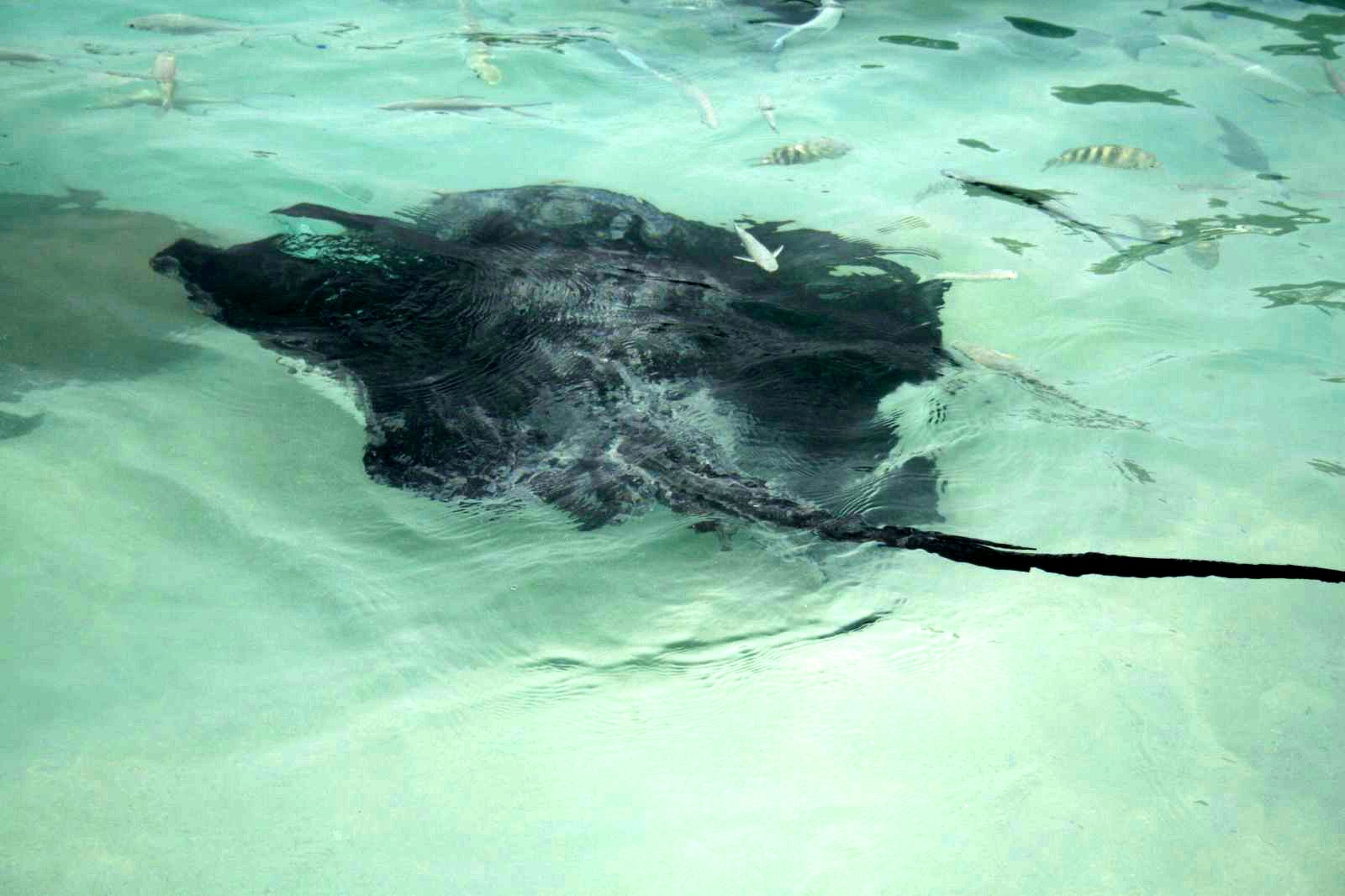
Taeniura meyeni, une espèce de raie dans les eaux du lagon de Fonimagoodhoo.

L'intérieur de Fonimagoodhoo est couvert d'une végétation tropicale dense composée notamment de takamakas, de cocotiers et des manguiers. Cette végétation sert de lieu de vie pour quelques espèces animales comme des geckos, des frégates, des crabes, des bernard l'ermites, des papillons et des libellules.
La faune aquatique, plus abondante, est typique des atolls de l'océan Indien avec des poissons, notamment des poissons cartilagineux tel le requin-chabot camot, la raie léopard et la grande raie guitare mais surtout des poissons inféodés aux récifs coralliens comme les poissons-chirurgiens, les poissons-perroquets, les balistes, les poissons-papillons, des Pomacanthidae, les poissons clowns, les nasons à éperons bleus, des Haemulidae, les labres, les napoléons, les murènes, les poissons-pierres, les carangues bleues et les poissons-ballons griffonnés. Les mammifères marins sont notamment représentés par Steno bredanensis, un dauphin, et les reptiles marins par trois espèces de tortues marines. La faune sous-marin benthique est représentée par les coraux avec les scléractiniaires et les anthozoaires, les éponges, les coquillages comme le bénitier, les holothuries, les étoiles de mer, les crinoïdes, le ascidies et les oursins.

## Histoire

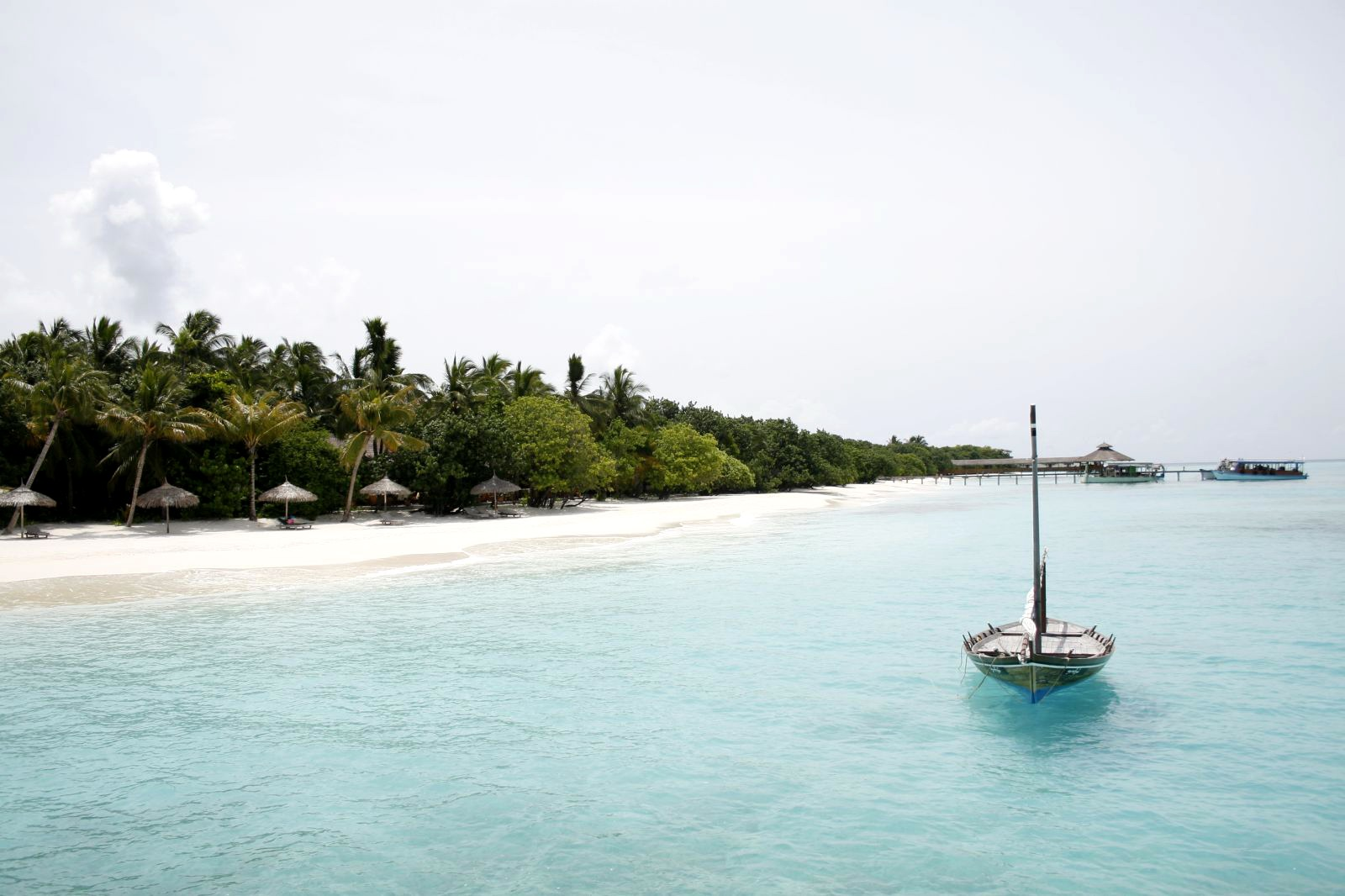
Vue d'une partie des installations du Reethi Beach Resort.

Jusqu'alors inhabitée bien que découverte à la Préhistoire en même temps que les autres îles des Maldives, Fonimagoodhoo accueille un hôtel inauguré le 2 novembre 2008 et employant 230 personnes,.

## Tourisme
Fonimagoodhoo est occupée sur 15 % de sa superficie par le Reethi Beach Resort. Cet hôtel, qui fait de Fonimagoodhoo unes des nombreuses îles-hôtels des Maldives, est composé d'une centaine de bungalows. L'île ne possédant pas d'incinérateur, les déchets sont stockés dans des sacs fourni aux touristes à la descente de leur avion ce qui a valu l'attribution du label écologique Green Planet de Kuoni à l'hôtel[réf. nécessaire].
L'accès à l'île depuis Malé et son aéroport international distant de 125 kilomètres se fait par un vol de 35 minutes par un hydravion de la compagnie Trans Maldivian Airways. Après amerrissage non loin de l'île, le transfert se fait ensuite par un dhoni qui accoste sur la jetée principale de l'île après 15 minutes de navigation.